# Friedrich von Ammon (Generalleutnant)
Friedrich Karl Eberhard von Ammon (* 17. Januar 1847 in Köln; † 20. Juni 1927 in Berlin) war ein preußischer Offizier und zuletzt Generalleutnant.

## Herkunft
Friedrich Karl Eberhard von Ammon stammte aus dem preußischen Adelsgeschlecht Ammon und war der Sohn des Juristen und Politikers Friedrich Ferdinand von Ammon (1794–1874) und dessen Ehefrau Clara Delius (1811–1879), Tochter des Regierungspräsidenten Daniel Heinrich Delius (1773–1832), während sein Großvater väterlicherseits der Kriegs- und Domänenrat Johann Georg Heinrich von Ammon (1760–1836) war. Er war zudem ein Neffe des Beamten und liberalen Politikers Ludwig Delius (1807–1888). 

## Leben
Ammon legte nach dem Besuch des Gymnasiums in Köln sein Abitur an der Fürstenschule Schulpforta ab und absolvierte im Anschluss eine Offiziersausbildung. Am 1. Oktober 1867 trat er in das Pionier-Bataillon Nr. 7 ein, wechselte 1869 als Leutnant zur III. Ingenieurinspektion und nahm 1870 bis 1871 am Deutsch-Französischen Krieg teil. 1874 erfolgte seine Beförderung zum Oberleutnant. 1881 wurde er zum Hauptmann befördert und diente bis 1888 als Kompaniechef im Garde-Pionier-Bataillon, dessen Kommandeur zwischen 1882 und 1889 Oberstleutnant Wilhelm von Kleist war.
Nachdem Hauptmann von Ammon von 1888 bis 1890 Dienst in der Festung Magdeburg versehen hatte, wurde er 1890 zum Großen Generalstab versetzt und 1891 zum Major à la suite im Großen Generalstab ernannt. Nachdem er zwischen 1893 und 1895 Kommandeur des Pionier-Bataillons Nr. 6 war, kehrte er von 1895 bis 1897 als Kommandeur zum Garde-Pionier-Bataillon zurück. 1897 wurde er zum Oberstleutnant befördert und Inspektor der 3. Festungsinspektion sowie anschließend 1898 Chef einer Abteilung im Ingenieurkomitee, eine dem Chef des Ingenieurkorps unterstellte beratende Behörde zur Aufstellung und Prüfung von Entwürfen für Festungsbauten. In dieser Funktion erfolgte 1900 seine Beförderung zum Oberst, woraufhin er 1901 Inspektor der I. Ingenieurinspektion wurde. In dieser Verwendung wurde er 1903 zum Generalmajor sowie 1906 zum Generalleutnant befördert. 1907 wurde er schließlich zur Disposition gestellt und schied aus dem aktiven Militärdienst aus. Er wurde unter anderem mit dem Eisernen Kreuz II. Klasse ausgezeichnet.

## Familie
Aus seiner Ehe mit Louise Böcking gingen die Kinder Carl (* 28. Juli 1878; † 23. September 1946), Hertha (* 25. August 1881; † 24. April 1932) sowie Eberhard (* 11. September 1889; † 29. Januar 1950) hervor. Der älteste Sohn Carl diente als Leutnant im 2. Leib-Husaren-Regiment „Königin Viktoria von Preußen“ Nr. 2 und stieg später zum Generalmajor auf.